# Reggie McNamara

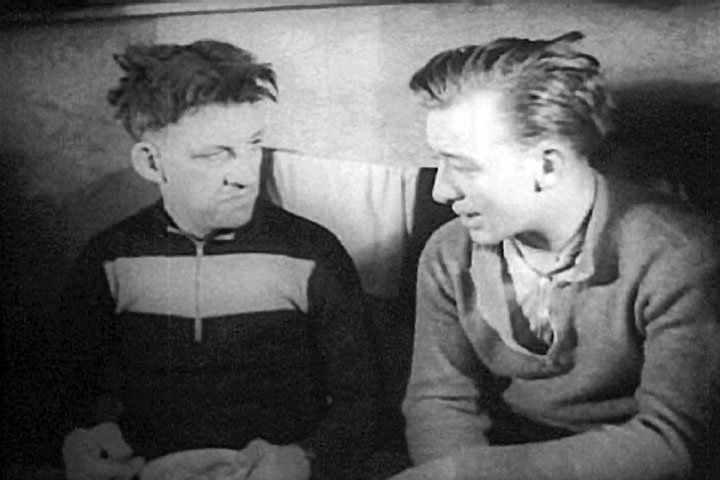
Reggie McNamara (l.) mit seinem Partner Eddie Seufert im Madison Square Garden 1934

Reginald „Reggie“ McNamara (* 7. November 1888 in Grenfell; † 10. Oktober 1971 in Belleville, New Jersey) war ein australischer Bahnradsportler, der später die US-amerikanische Staatsbürgerschaft annahm. Er war einer der prägnantesten Persönlichkeiten der Sechstagerennen weltweit von 1911 bis 1937. Insgesamt bestritt er in seinem Leben 3000 Bahnrennen auf drei Kontinenten mit 700 Siegen und stellte zahlreiche Rekorde auf. Wegen seiner zahlreichen Stürze und Verletzungen wurde er „Iron Man“ genannt.

## Radsportkarriere
Im Alter von 16 Jahren begann Reggie McNamara als Radrennfahrer auf lokalen Veranstaltungen; um das Antrittsgeld zu finanzieren, jagte er Kängurus und verkaufte deren Felle. Später reiste er durch Australien und Neuseeland, um überall Rennen zu fahren. Im Jahre 1911 nahm McNamara an seinem ersten Sechstagerennen in Sydney teil und belegte den dritten Platz gemeinsam mit Frank Corry; 1913 gelang ihm sein erster Sechstage-Sieg, ebenfalls in Sydney mit Corry. Durch diesen Sieg fiel er einem Rennmanager auf, der ihn für Rennen in den USA verpflichtete.
Im Laufe seiner Radsport-Karriere fuhr Reggie McNamara 109 Sechstagerennen, von denen er 19 gewann, mit verschiedenen Partnern, darunter Piet van Kempen, Pietro Linari und Bob Spears. Sieben Siege errang er im New Yorker Madison Square Garden. Seinen letzten Sieg feierte er im Januar 1933 im Alter von 46 Jahren in Cleveland gemeinsam mit dem 26-jährigen Norman Albert Hill, der in dem Jahr geboren war, in dem McNamara mit Profiradsport begonnen hatte. Er bestritt noch Sechstagerennen, als er sein 50. Lebensjahr längst überschritten hatte. Sein 50. Sechstagerennen fuhr er beim 18. Berliner Sechstagerennen 1927. Zu diesem Anlass verfasste der deutsche Schriftsteller Hannes Küpper ihm zu Ehren ein Gedicht.
1946 rekapitulierte McNamara in einem Rückblick auf sein Leben, dass er aufgrund von Stürzen 17-mal das Schlüsselbein gebrochen hatte, fünfmal eine Gehirnerschütterung erlitt, sich Nase und Bein brach und rund 500-mal genäht werden musste. Die zahlreichen Stürze ereigneten sich auch wegen seiner rücksichtslosen Fahrweise, mit der er viele Stürze selbst provozierte. Journalisten gegenüber pflegte er zu sagen:"I picked up enough splinters to build my own board track." (engl. "Ich hatte so viele Splitter [in meinem Körper], dass ich meine eigene Radrennbahn bauen könnte.")

## Kindheit und Familie
Reggie McNamara wuchs in ärmlichen Verhältnissen als eins von 13 Geschwistern im ländlichen Australien auf. Im Alter von neun Jahren wurde er von einer giftigen Schlange gebissen, woraufhin ihm einer seiner älteren Brüder kurzentschlossen den Finger mit einer Axt abtrennte. Die Familie besaß ein einziges Fahrrad, das sich die Kinder teilen mussten.
Beim ersten Training nach seiner Ankunft in den USA stürzte McNamara auf der Radrennbahn von Newark und wurde ins Krankenhaus eingeliefert. Dort lernte er eine Krankenschwester kennen, die er heiratete, und er wurde US-Amerikaner. Das Paar bekam zwei Töchter und siedelte sich in Belleville an.
Schon während seiner aktiven Zeit war McNamara, dem auch intensives Doping nachgesagt wurde, bekannt für seinen großen Whisky-Konsum. Nach Ende seiner Radsportlaufbahn wurde sein Alkoholismus offenbar. Freunde besorgten ihm schließlich eine Stelle als Pförtner im „Madison Square Garden“, wo er einst seine größten Triumphe gefeiert hatte. Im Alter von 83 Jahren starb Reggie McNamara an einem Schlaganfall. 2004 wurde er in die United States Bicycling Hall of Fame aufgenommen.